# 蒙特羅斯 (密歇根州)
蒙特羅斯（英語：Montrose）是一個位於美國密歇根州傑納西縣的城市。

## 人口
根據2020年美國人口普查的數據，蒙特羅斯的面積為2.53平方千米，當中陸地面積為2.53平方千米，而水域面積為0.00平方千米。當地共有人口1743人，而人口密度為每平方千米689人。